# Sturtische Eiszeit
Die Sturtische Eiszeit oder Sturtische Vereisung war ein Eiszeitalter des Cryogeniums. Sie war eines von mindestens drei größeren Eiszeitaltern in der Ära des Neoproterozoikums. Hinweise auf dieses Eiszeitalter wurden unter anderem anhand des Tillit-Gesteins aus dem namensgebenden südaustralischen Sturt-Tal erbracht. Auch eiszeitliche Ablagerungen aus anderen Teilen der Welt, darunter aus Nordaustralien (Kimberley-Region), Nordwest-Kanada (Ogilvie Mountains, Mackenzie Mountains und Victoria-Insel), Namibia (Otavi-Gruppe), Südchina (Yangtse-Kraton) und dem Oman (Huqf-Gruppe), werden dem Sturtischen Eiszeittyp zugeordnet.

## Geologie
Die Sturtische Eiszeit begann vermutlich vor etwa 717 Millionen Jahren und dauerte etwa 57 Millionen Jahre. Etwa zehn Millionen Jahre nach ihrem Ende folgte dann bereits das nächste Eiszeitalter: die Marinoische Eiszeit.
Das Ausmaß der Sturtischen Eiszeit ist Gegenstand wissenschaftlicher Diskussionen. Nach der Schneeball-Erde-Hypothese führte sie zu einer praktisch vollständigen Vereisung der gesamten Erde. Als Hinweis darauf gelten unter anderem die südaustralischen Gesteine eiszeitlichen Ursprungs aus dem Präkambrium, deren Paläomagnetismus auf eine Ablagerung in der Nähe des Äquators hindeutet. Anderen Theorien zufolge sollen die eiszeitlichen Gesteinsablagerungen auf mehrere lokale Vergletscherungen ohne eine globale Vereisung zurückgeführt werden können.

## Mögliche Ursachen
Der Beginn der Sturtischen Eiszeit fiel zeitlich ungefähr zusammen mit einem massiven Ausbruch von Vulkanismus im heutigen Kanada, welcher zur Entstehung der sogenannten Franklin large igneous province (LIP) führte. Dieser Ausbruch könnte die Vereisung ausgelöst haben. Denn erstens setzte er Schwefel frei, welcher dann in Aerosolen die Sonnenstrahlung reflektierte; zweitens wurde später der Atmosphäre CO2 entzogen, während das neu entstandene magmatische Gestein verwitterte. Genauere Datierungen der Franklin LIP in den Jahren 2022 und 2023 durch die Bestimmung des Mengenverhältnisses von Uran und seinem Zerfallsprodukt Blei in winzigen Zirkon-Kristallen (Uran-Blei-Datierung) deuten nun auf chemische Verwitterung als den entscheidenden Faktor hin. Denn Schwefel-Aerosole verbleiben nur während einiger Monate oder Jahre in der Atmosphäre; der kühlende Effekt der Verwitterung anderseits erreicht seinen Höhepunkt erst nach 1 bis 2 Millionen Jahren – und ungefähr diese Zeitspanne dürfte gemäß den aktuellen Datierungen zwischen dem ersten Ausbruch im Gebiet der Franklin LIP und dem Beginn der Sturtischen Eiszeit verstrichen sein.
Das magmatische Gestein der Franklin LIP bedeckte eine riesige Fläche, mindestens der Ausdehnung von Argentinien entsprechend, vielleicht sogar derjenigen von China. Und da sich wahrscheinlich alle Landmassen zu dieser Zeit in der Nähe des Äquators befanden, ließ viel Regen bei warmen Temperaturen die Verwitterung relativ rasch ablaufen. Weitere Faktoren könnten die Gesamtwirkung verstärkt haben: Der Superkontinent Rodinia war daran, auseinanderzubrechen, wodurch ebenfalls felsige Oberflächen der Verwitterung ausgesetzt wurden; und etwa zur gleichen Zeit kam es vermutlich zu weiteren großen vulkanischen Ausbrüchen.

## Flora und Fauna
Die Sturtische Eiszeit hatte signifikante Auswirkungen auf die Entwicklung des Lebens auf der Erde. Vor der Sturtischen Eiszeit begann die Differenzierung eukaryotischer Lebensformen. Mikro- und Makrofossilien beweisen die Existenz von Amoebozoen, Rhizarien, Rotalgen, Grünalgen und Chromalveolaten. Mit dem Beginn der Sturtischen Eiszeit ist ein zahlenmäßig drastischer Rückgang des Lebens auf der Erde zu verzeichnen. Aus der Zeit vom Beginn der Sturtischen Eiszeit bis zum Ende des Cryogeniums stammen nur vereinzelte Mikrofossilien.